# Ryszard Śmiałek
Ryszard Kazimierz Śmiałek (ur. 12 czerwca 1976) – polski polityk, ekonomista i działacz społeczny, od 2024 wicewojewoda małopolski.

## Życiorys
Z wykształcenia ekonomista i filozof, absolwent Uniwersytetu Jagiellońskiego. Odbył kursy z zakresu zarządzania. Rozpoczął pisanie doktoratu poświęconego filozofii włoskiej. Zajmował stanowiska kierownicze w spółkach prywatnych i samorządowych, prowadził własne przedsiębiorstwo. Został także prezesem Fundacji na rzecz Socjalnej Demokracji i członkiem rady Stowarzyszenia Kuźnica.
Od 1996 działał kolejno w Socjaldemokracji Rzeczypospolitej Polskiej, Sojuszu Lewicy Demokratycznej (którego był jednym z założycieli), a następnie w Nowej Lewicy. Obejmował stanowiska kolejno szefa krakowskich struktur SLD i przewodniczącego rady wojewódzkiej tej partii, a także współprzewodniczącego Nowej Lewicy w Małopolsce. Dwukrotnie bezskutecznie kandydował do Sejmu. W 2015 roku znalazł się na drugim miejscu Zjednoczonej Lewicy w okręgu krakowskim. W 2019 został natomiast liderem chrzanowskiej listy okręgowej Sojuszu Lewicy Demokratycznej (do uzyskania mandatu zabrakło mu wówczas 1276 głosów). W 2018 roku ubiegał się o mandat radnego sejmiku małopolskiego, ponadto dwa razy kandydował do rady miejskiej Krakowa.
11 stycznia 2024 powołany na stanowisko drugiego wicewojewody małopolskiego. W wyborach samorządowych w tym samym roku bez powodzenia kandydował do sejmiku małopolskiego.

## Wyniki wyborcze
| Wybory | Komitet wyborczy | Komitet wyborczy                             | Organ                                         | Okręg | Wynik          |
| ------ | ---------------- | -------------------------------------------- | --------------------------------------------- | ----- | -------------- |
| 2015   |                  | KKW Zjednoczona Lewica SLD+TR+PPS+UP+Zieloni | Sejm VIII kadencji                            | nr 13 | 2521 (0,46%)   |
| 2018   |                  | KKW SLD Lewica Razem                         | Sejmik Województwa Małopolskiego VI kadencji  | nr 3  | 5273 (1,61%)   |
| 2019   |                  | Sojusz Lewicy Demokratycznej                 | Sejm IX kadencji                              | nr 12 | 10 695 (3,38%) |
| 2024   |                  | KKW Lewica                                   | Sejmik Województwa Małopolskiego VII kadencji | nr 3  | 5210 (1,77%)   |